# 384 TCN
384 TCN là một năm trong lịch Roman. 